# Dionisie Constantinov
Dionisie Constantinov (născut Dmitri Constantinov, în ucraineană Діонісій Константинов, transliterat: Dionisii Konstantînov; n. 7 iulie 1960, Ceadîr-Lunga, URSS) este un episcop ucrainean din cadrul Bisericii Ortodoxe Ucrainene (Patriarhia Moscovei), fost episcop de Șepetivka și Slavuta.

## Biografie
S-a născut în orașul Ceadîr-Lunga din RSS Moldovenească (actualmente Găgăuzia, R. Moldova). În 1975 a absolvit școala medie, iar în 1978 a absolvit școala profesională nr. 3 din Odesa. Din 1979 până în 1981 a servit în armata sovietică.
În 1995 a absolvit Seminarul Teologic din Odesa și în același an a intrat în Academia Teologică din Kiev. La 2 august 1995, a fost hirotonit diacon de către Mitropolitul Kievului și Ucrainei, Vladimir.
La 5 februarie 1996 a fost numit șef al cancelariei Mitropoliei Kievului. La 23 martie 1996, a fost tonsurat în mantă cu numele Dionisie în onoarea călugărului Dionisie, pustnicul Peșterilor.
La 19 august 1997 a fost hirotonit ieromonah de către episcopul Ioann Siopko din Pereiaslav-Hmelnițki.
În ziua Sfântului Paște din 1998, a fost ridicat la rangul de egumen. În 1999 a absolvit Academia Teologică de la Kiev și și-a susținut teza pe tema „Tritecte și istoria originii lor” (Тритекты и история их происхождения).
În ziua Sfântului Paște din 2000, a fost ridicat la rangul de arhimandrit.
În 2003, a fost eliberat de funcția de șef al Cancelariei Mitropoliei Kievului și s-a înrolat în frația Sfintei Adormiri a Lavrei din Kiev. În același an a fost numit vicepreședinte al Departamentului sinodal al Bisericii Ortodoxe Ucrainene (BOU) pentru mănăstiri.
La 14 iunie 2011, prin decizia Sfântului Sinod al BOU, a fost ales episcop de Șepetivka și Slavuta. La 23 decembrie 2014, prin decizia Sfântului Sinod al BOU, conform propriei cereri, a fost destituit din postul episcopal.